# Ruta Estatal de Nevada 829
La Ruta Estatal de Nevada 829, y abreviada SR 829 (en inglés: Nevada State Route 829) es una carretera estatal estadounidense ubicada en el estado de Nevada. La carretera inicia en el Sur desde la SR 338  hacia el Norte en la SR 208     en Wellington. La carretera tiene una longitud de 5,1 km (3.167 mi).

## Mantenimiento
Al igual que las autopistas interestatales, y las rutas federales y el resto de carreteras estatales, la Ruta Estatal de Nevada 829 es administrada y mantenida por el Departamento de Transporte de Nevada por sus siglas en inglés Nevada DOT.